# Rietumu-Delfin/Saison 2013
Dieser Artikel listet Erfolge und Fahrer des Radsportteams Rietumu-Delfin in der Saison 2013 auf.

## Erfolge in der UCI Africa Tour
In den Rennen der Saison 2013 der UCI Africa Tour gelangen die nachstehenden Erfolge.
| Datum    | Rennen                  | Kat. | Sieger       |
| -------- | ----------------------- | ---- | ------------ |
| 22. März | 2. Etappe Tour de Blida | 2.2  | Toms Skujinš |

## Erfolge in der UCI Europe Tour
In den Rennen der Saison 2013 der UCI Europe Tour gelangen die nachstehenden Erfolge.
| Datum      | Rennen                                        | Kat. | Sieger          |
| ---------- | --------------------------------------------- | ---- | --------------- |
| 22. Juni   | Lettische Meisterschaft – Straßenrennen (U23) | CN   | Toms Skujinš    |
| 25. August | 6. Etappe Baltic Chain Tour                   | 2.2  | Andris Smirnovs |

## Abgänge – Zugänge
| Zugänge                       | Team 2012                       | Abgänge                          | Team 2013                       |
| ----------------------------- | ------------------------------- | -------------------------------- | ------------------------------- |
| Sandis Eislers                | Alpha Baltic-Unitymarathons.com | Indulis Bekmanis                 | Alpha Baltic-Unitymarathons.com |
| Lars Pria                     | ARBÖ Gebrüder Weiss-Oberndorfer | Emīls Liepiņš                    | Alpha Baltic-Unitymarathons.com |
| Toms Skujinš                  | La Pomme Marseille              | Kaspars Sergis                   | Alpha Baltic-Unitymarathons.com |
| Uldis Alitis                  | Neoprofi                        | Andris Smirnovs                  | Doltcini-Flanders               |
| Krisjanis Beitans             | Neoprofi                        | Ernests Benhens                  | Unbekannt                       |
| Krists Neilands               | Neoprofi                        | Allan Oras                       | Unbekannt                       |
| Peeter Tarvis                 | Neoprofi                        | Artis Pujats                     | Unbekannt                       |
| Andris Smirnovs (ab 16. Juni) | Doltcini-Flanders               | Mathieu Perget (bis 31. August)  | US Montauban 82                 |
| Mathieu Perget (ab 1. Juli)   | US Montauban 82                 | Guillaume Soula (bis 31. August) | Unbekannt                       |
| Guillaume Soula (ab 1. Juli)  | Neoprofi                        |                                  |                                 |

## Mannschaft
| Name              | Geburtstag        | Nationalität |
| ----------------- | ----------------- | ------------ |
| Uldis Alitis      | 25. Juli 1983     | Lettland     |
| Armands Bēcis     | 16. Januar 1991   | Lettland     |
| Krisjanis Beitans | 11. Dezember 1994 | Lettland     |
| Sandis Eislers    | 2. Juli 1993      | Lettland     |
| Krists Neilands   | 18. August 1994   | Lettland     |
| Lars Pria         | 31. Januar 1983   | Rumänien     |
| Ivars Prokofjevs  | 7. Februar 1991   | Lettland     |
| Peeter Pruus      | 16. Juli 1989     | Estland      |
| Reijo Puhm        | 2. Februar 1990   | Estland      |
| Toms Skujinš      | 15. Juni 1991     | Lettland     |
| Andris Smirnovs   | 6. Februar 1990   | Lettland     |
| Dimitri Sorokin   | 6. Juni 1982      | Russland     |
| Peeter Tarvis     | 14. Dezember 1993 | Estland      |
| Andris Vosekalns  | 26. Juni 1992     | Lettland     |